# Îlots regroupés pour l'information statistique
Les îlots regroupés pour l'information statistique (IRIS, initialement appelés IRIS-2000 forment un découpage infra-communal de la France, initié par l'Institut national de la statistique et des études économiques (INSEE). Définis par l'INSEE en coopération avec les mairies, les IRIS sont en usage depuis 1999. Le découpage des IRIS fait l'objet d'actualisations partielles régulières suivant l'évolution de l'urbanisation (voirie) et de la démographie ainsi que les modifications de la géographie communale (fusions de communes, créations ou rétablissements de communes, échanges de parcelles).
La législation, dont le respect est contrôlé par la CNIL, limite la diffusion publique des données collectées à l'îlot des recensements de population au dénombrement des occupants, et à la ventilation par sexe et grands groupes d'âges. L'IRIS est donc l'échelon de données démographiques et foncières le plus précis sur la base duquel sont effectuées les statistiques courantes en France.

## Typologie des IRIS
Les IRIS constituent chacun un « micro quartier », composé d'un ensemble d'îlots contigus et homogènes, regroupant 2 000 habitants ou plus.
Chaque IRIS constitue un secteur communal de base, un « micro quartier » géographique et démographique homogène, clairement et durablement defini par l’Insee. Sur ce « maillon élémentaire » est pratiquée la collecte de données statistiques et démographiques. Ces données sont ensuite analysées et les résultats publiés par l'INSEE.
La France compte 50 800 IRIS, dont 700 dans les DOM répartis comme suit:
- 16 100 IRIS, dont 650 dans les DOM, issus du découpage des communes de plus de 10 000 habitants, et la plupart des communes de 5 000 à 10 000 habitants,
- 34 800 IRIS, constitués par les communes non-découpées.

Les IRIS se déclinent en trois types de zones :
- IRIS d'habitat : IRIS dont la population se situe entre 1 800 et 5 000 habitants ; ils sont homogènes quant au type d'habitat ;
- IRIS d'activité : IRIS regroupant plus de 1 000 salariés et comptent deux fois plus d'emplois salariés que de population résidente ;
- IRIS divers : IRIS de superficie importante à usage particulier (bois, parcs, zones portuaires...).

Plus de 90 % des IRIS sont des IRIS d’habitat, 5 % des IRIS d’activité.

## Cas particulier: le TRIRIS
Il s'agit d'un regroupement de, sauf exception, trois IRIS, créé — également en 1999 — pour « la diffusion de variables sensibles du recensement pour lesquelles l'IRIS apparaît insuffisant pour garantir le secret statistique ».

## Code IRIS
À chaque îlot est associé un code IRIS. Composé de 9 caractères. Il permet d'identifier de manière univoque un îlot. Les cinq premiers caractères du code IRIS correspondent au code Insee de la commune sur le territoire de laquelle est situé l'îlot.

## Utilisation des IRIS
Les données IRIS font l'objet de diverses utilisations, tant pratiques qu'analytiques :

### Diffusion d’informations en vue d’études infra-communales d’aménagement urbain
- l’Institut national de l'information géographique et forestière (IGN) diffuse trois bases de données cartographiques permettant d’associer à un IRIS : Contours...  IRIS®, Topo... IRIS® 1 et IRIS... GE. Le produit IRIS... GE est réédité chaque année[3].
- Anne Clerval et Antoine Fleury, Politiques urbaines et gentrification, une analyse critique à partir du cas de Paris[4].

### Diffusion d’informations en vue d’études de géomarketing (prospection, implantation)
Les IRIS peuvent être utilisés pour la vérification des données d’adresse ou pour l’optimisation géographique à destination d’entreprises.

### Statistiques de l’épidémie de Covid-19
- Données de laboratoires infra-départementales durant l’épidémie COVID-19 issus du SI-DEP[5].

### Connaissance des zones de vie
- L'exploitation des open-data étatiques (INSEE, Data Gouv, etc ...) et des données locales des riverains appliquées à chacune des IRIS permet de fournir une vue d’ensemble exhaustive des différentes options de vie disponibles. Le système de critères est basé sur un algorithme développé par HORYSONS